# Bronislav Poloczek
Bronislav Poloczek (polsky Bronisław Poloczek; 7. srpna 1939 Horní Suchá – 16. března 2012 Praha) byl český divadelní a filmový herec polské národnosti. Působil mimo jiné i v Národním divadle.

## Život
Narodil se v roce 1939 v Horní Suché (polsky Sucha Górna), která patřila do polského záboru československého území. Jeho otec Franciszek byl lesníkem.
Poloczek se vzdělával na polské základní škole v Horní Suché, později dojížděl na Polské gymnázium Juliusze Słowackého do Orlové. Od roku 1956 byl hercem polské scény Těšínského divadla. V roce 1961 vystudoval činoherní herectví na Janáčkově akademii múzických umění v Brně. Následně působil v divadlech v Brně, Mladé Boleslavi, Pardubicích, Liberci a Praze. Od roku 1988 byl hercem v Národním divadle v Praze. 
Dne 16. března 2012 zemřel po dlouhé nemoci ve Vinohradské nemocnici. Pohřeb se konal 23. března 2012 ve strašnickém krematoriu v Praze.

## Filmografie
Hrál v mnoha filmech (např. Kalamita, Černí baroni, Der Lebensborn – Pramen života, Bastardi, Devět kruhů pekla, Máj, Copak je to za vojáka…), nebo seriálech (např. Hospoda, Život na zámku, Ulice).

## Rozhlas
- 2002 – Prosper Mérimée: Lokis, pro Český rozhlas (2002) zdramatizovala Martina Drijverová, přeložil Václav Cibula. Hrají: František Němec (prof. Wittenbach), Miroslav Šimůnek (syn Theodor), Bronislav Poloczek (lékař), Boris Rösner (hrabě), Jaroslava Adamová (paní hraběnka), Radoslav Brzobohatý (ruský generál), Klára Sedláčková (neteř Julka, nevěsta), Viola Zinková (čarodějka), Valérie Zawadská (hraběnka matka), režie: Karel Weinlich.